# Vincent Thomas-brug

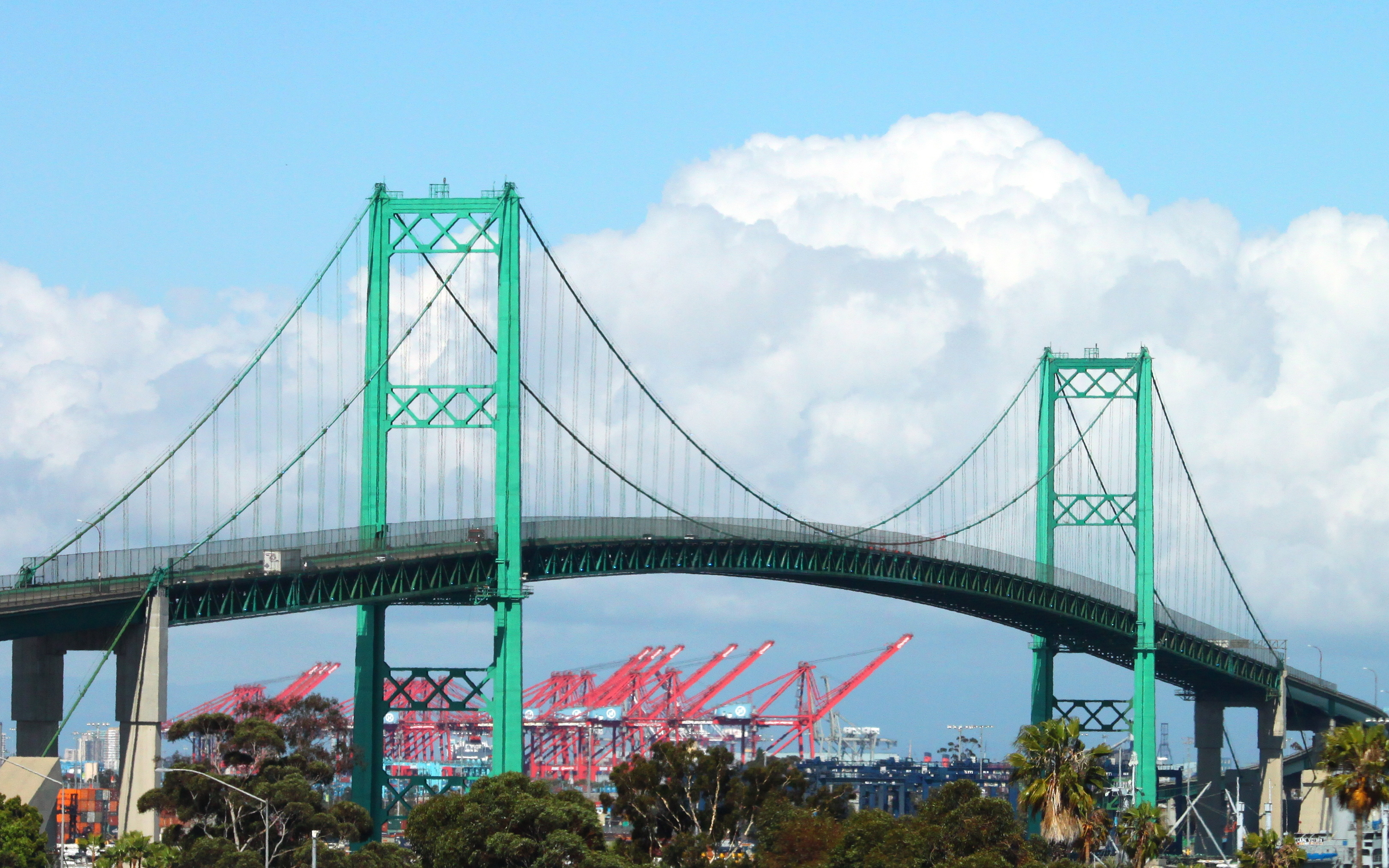
De Vincent Thomas-brug in 2009.

De Vincent Thomas-brug (Engels: Vincent Thomas Bridge) is een 460 meter lange hangbrug over de haven van Los Angeles, in de Amerikaanse staat Californië. De brug verbindt de havenbuurt San Pedro met Terminal Island, een eiland tussen de haven van Los Angeles en die van Long Beach, en maakt deel uit van State Route 47. Ze opende in 1963 en is genoemd naar Vincent Thomas, een Californisch parlementariër die voor de bouw van de brug streed. Het is de op drie na langste hangbrug van Californië, na de Carquinezbrug en de twee delen van de San Francisco-Oakland Bay Bridge.
De Britse filmregisseur Tony Scott pleegde op 19 augustus 2012 zelfmoord door van de Vincent Thomas-brug te springen. Ook duiker Lawrence Andreasen, die in 1964 aan de Olympische Spelen meedeed, kwam om na een sprong van deze brug om zo een record neer te zetten. De politie had hem al eerder van een ander punt van de brug afgehaald, maar hij koos later de andere kant van de brug en deze duikpoging mislukte.

## In de populaire cultuur
De Vincent Thomas-brug is prominent aanwezig in een aantal scènes uit To Live and Die in L.A. (1985), alsook in de slotscène van Lethal Weapon 2 (1989). Ze komt ook voor in films als Gone in 60 Seconds (1974), Gone in 60 Seconds (2000) en Charlie's Angels (2000). In de eerste aflevering van het derde seizoen van de Amerikaanse versie van Top Gear, in augustus 2012 uitgezonden op History, was de Vincent Thomas-brug de eindstreep voor een race tussen een Corvette-politiewagen en een Triumph-motorfiets.